# Ферзок, Курт
Курт Ферзок (нем. Kurt Versock, 14 февраля 1895 — 17 марта 1963) — немецкий военачальник, генерал горно-пехотных войск Вермахта (1944). На Восточном фронте — командир 24-й пехотной дивизии (март 1943 — октябрь 1944), командир 43-го армейского корпуса (ноябрь 1944 — май 1945). Кавалер Рыцарского креста Железного креста (1942).

## Биография
Родился в 1905 году в районе Хюттен города Кёнигштайн в Саксонии.
В 1913—1914 годах изучал право и экономику в Лейпциге, где вступил в студенческое братство «Арминия».
В октябре 1914 года, с началом Первой мировой войны, стал фанен-юнкером 13-го пехотного полка армии Королевства Саксония, с мая 1915 года — лейтенант. Воевал на Западном фронте командиром взвода, а затем батальонным и полковым адъютантом.
После войны служил в Рейхсвере — вначале в пограничной службе, а с 1921 года командиром роты в 10-м саксонском пехотном полку.
В 1934—1938 годах — преподаватель тактики в Пехотном училище Рейхсвера в Дрездене, с 1935 года — майор, с 1938 года — оберст-лейтенант.
С ноября 1938 года — командир батальона в 3-й горнопехотной дивизии в составе которой принял участие в Польской кампании вермахта.
После похода в Польшу с марта по октябрь 1940 года — командир офицерских курсов.

### Вторая мировая война
В ноябре 1940 года был повышен до оберста и назначен командиром 31-го пехотного полка 24-я пехотной дивизии в составе которой принял участие в Второй мировой войне.
На Восточном фронте — с июня 1941 года, участвовал в боях на Украине, затем на полуострове Крым.
25 августа 1942 года награждён Рыцарским крестом Железного креста за действия под его командованием 31-го пехотного полка 24-й пехотной дивизии при захвате Севастополя.
В марте 1943 года 24-я пехотная дивизия была направлена под Ленинград, входила в группу армий «Север».
С мая 1943 года — командир дивизии, повышен до генерал-майора, с ноября — генерал-лейтенант.
18 февраля 1944 года, в ходе отступления из-под Ленинграда, был ранен огнём из пулемёта, направлен в госпиталь, но уже в июне вернулся к командованию дивизией.
В ноябре 1944 года было присвоено звание генерал горно-пехотных войск, назначен командиром 43-го армейского корпуса нёсшего потери в ходе Моонзундской операции советских войск, в 1945 году корпус был выведен в резерв, находился в Курляндии.
8 мая 1945 года взят в плен американцами.

### После войны
После возвращения из плена жил Германии в городе Ахен.
Был председателем общества ветеранов 24-й пехотной дивизии, в 1956 году написал книгу «История 24-й пехотной дивизии. 1935—1945» (переизданы в 2005 году).
Умер в 1963 году.

## Награды
За участие в Первой мировой войне:
- Железный крест (1914) 2-го и 1-го класса (Королевство Пруссия)
- Орден Альбрехта рыцарский крест 2-го класса (Королевство Саксония)

Межвоенный период:
- Почётный крест Первой мировой войны 1914/1918 с мечами
- Медаль «За выслугу лет в вермахте» 4-го,3-го и 2-го класса
- Медаль «В память 13 марта 1938 года»
- Медаль «В память 1 октября 1938 года»

За участие во Второй мировой войне:
- Пряжка к Железному кресту (1939) 2-го класса (21 октября 1939)
- Пряжка к Железному кресту (1939) 1-го класса (26 июня 1941)
- Медаль «За зимнюю кампанию на Востоке 1941/42» (29 июля 1942)
- Рыцарский крест Железного креста (25.08.1942)
- Щит «Крым» (30 декабря 1942)
- Орден Короны Румынии командорский крест с мечами (15.02.1943) (Королевство Румыния)
- Нагрудный знак «За ранение» (1939) чёрный (9.06.1943)
- Немецкий крест в золоте (20.06.1944)